# Коанс
Коанс (фр. Coinces) насеље је и општина у централној Француској у региону Центар (регион), у департману Лоаре која припада префектури Орлеан.
По подацима из 2011. године у општини је живело 561 становника, а густина насељености је износила 25,94 становника/km². Општина се простире на површини од 21,63 km². Налази се на средњој надморској висини од 128 метара (максималној 133 m, а минималној 114 m).

## Демографија
| 1962. | 1968. | 1975. | 1982. | 1990. | 1999. | 2011. |
| ----- | ----- | ----- | ----- | ----- | ----- | ----- |
| 413   | 454   | 387   | 401   | 401   | 437   | 561   |

График промене броја становника у току последњих година